# Peter Lehmann
Pour les articles homonymes, voir Lehmann.
Peter Lehmann (né à Calw en Bade-Wurtemberg le 3 septembre 1950) est un écrivain et éditeur de livres allemand. Il est aussi un militant indépendant international d'antipsychiatrie humaniste et du mouvement des survivants de la psychiatrie. Il habite à Berlin.

## Biographie
Peter Lehmann, diplômé de pédagogie. Il est aujourd'hui écrivain, éditeur et libraire par correspondance à Berlin. En 1986, il fonde la maison d'édition Peter Lehmann Publishing. En 2003 il ouvre une succursale en Angleterre et une aux États-Unis en 2004.
 
En 1989, il devient membre de la fondation « Weglaufhaus » (« Maison de la fuite ») à Berlin. Depuis 1990 il est coéditeur de la revue Journal of Critical Psychology, Counselling and Psychotherapy (publiée en Angleterre). En 1990, il devient membre de la fondation PSYCHEX (Suisse) et en 1991 du Réseau Européen des (ex-) Usagers et Survivants de la Psychiatrie (REUSP, plus connu sous son acronyme anglais ENUSP ; voir Réseau mondial des usagers et survivants de la psychiatrie). De 1997 à 1999, il préside ENUSP et il est membre du Conseil d'Administration de Santé Mentale Europe, alors section européenne de la Fédération Mondiale pour la Santé Mentale.
En 2002, Peter Lehmann devient membre de MindFreedom International et son représentant désigné auprès des Nations unies. De 2003 à 2010, il est membre de l'exécutif de ENUSP pour l'Europe du Nord-Est. En 2004, il devient membre de INTAR (le Réseau International pour les Méthodes Alternatives et le Rétablissement). En 2005, il devient membre des groupes Patients Rights Advocacy Waikato (Nouvelle-Zélande) et National Association for Rights Protection and Advocacy (États-Unis). En 2007, en tant que représentant de MindFreedom International et de ENUSP, il fait partie du comité d'organisation de la conférence « Traitements coercitifs en psychiatrie » de Association Mondiale de Psychiatrie, à Dresde. En 2008 il devient l'un des membres fondateurs du Mouvement Démocratique Européen pour la Santé Mentale.

### L’antipsychiatrie humaniste
L’approche développée par Peter Lehmann à partir de perspectives plutôt paternalistes et académiques de Franco Basaglia, David Cooper, Michel Foucault, Ronald D. Laing et Thomas Szasz ainsi que celles fondées sur le vécu de militants du mouvement des usagers et survivants de la psychiatrie, tels que Linda Andre, Karl Bach Jensen (Danemark), Dorothea Buck, Judi Chamberlin, Leonard Frank, Maths Jesperson (Suède), Kerstin Kempker, Kate Millett, David Oaks, Tina Stöckle et Thilo von Trotha (Allemagne), a mené à la création d’une nouvelle discipline : l’antipsychiatrie humaniste. Pour Peter Lehmann c’est une philosophie et un mouvement non dogmatiques. Le terme vient du grec « anti » dont le sens est plus large que le simple « contre ». Elle se réfère aussi aux « alternatives », à ce qui se trouve « au-delà de » ou encore à la notion d’« indépendance ».
Pour Peter Lehmann et ses collègues, l’antipsychiatrie humaniste est axée vers les intérêts des (ex)usagers et survivants de la psychiatrie dont les préoccupations principales sont l’autodétermination et l’absence de violences corporelles liées aux traitements. Cette approche n’a aucune connexion avec l’industrie pharmaceutique ou les organisations qui en sont dépendantes, ou avec la Scientologie ou toutes autres sectes ou dogmatistes de quelque couleur que ce soit. Outre la santé, rien ne leur est plus important que les notions de liberté et d’indépendance. Ceux qui soutiennent les traitements sous la contrainte et l’industrie pharmaceutique combattent ainsi avec une véhémence particulièrement virulente l’antipsychiatrie humaniste moderne, orientée et dirigée par des usagers et survivants.
En conséquence, l’approche de l’antipsychiatrie humaniste est anticonformiste et est fondée sur la conviction fondamentale que : (1) La psychiatrie en tant que discipline médicale  n’est pas en mesure de résoudre des problèmes de santé mentale qui sont en grande partie de nature sociale, (2) sa propension et sa pratique de l’utilisation de la contrainte constituent une menace, et (3) ses méthodes de diagnostic empêchent de voir la nature réelle des problèmes des individus dans la société. Pour ces raisons, l’antipsychiatrie humaniste telle que la conçoit Peter Lehmann demande que : (1) Soit développée une assistance adéquate et effective des personnes en détresse psychologique, (2) des mesures soient mises en place afin de sauvegarder l’inclusion sociale de ces personnes grâce à un revenu de base inconditionnel ainsi que leurs droits civils dans le cadre des traitements sur la même base que celle des patients des autres disciplines de la médecine, (3) que se renforce la coopération avec les autres associations concernées par les droits de l’homme et les groupes d’entraide mutuelle, (4) soit interdites les thérapies par les électrochocs, (5) l’on crée de nouvelles manières de vivre avec la folie et la différence y compris de manière aussi indépendante que possible des institutions, et (6) il y ait plus de tolérance, de respect et d’appréciation de la diversité dans tous les domaines de la vie.

## Distinctions
- En 2010, le département de philosophie de l'université Aristote de Thessalonique (Grèce) lui accorde le titre de docteur honoris causa en reconnaissance de ses « mérites extraordinaires sur le plan scientifique et humanitaire pour le renforcement des droits d'(ex-)usagers et survivants de la psychiatrie ». Peter Lehmann est le premier « survivant » au monde à avoir été honoré d’un diplôme honorifique en reconnaissance de son parcours pionnier dans le domaine de la psychiatrie humaniste.
- En 2011, la Croix fédérale du mérite lui est conférée en reconnaissance « des grands services rendus en faveur du peuple et de l'État », par le président fédéral de la République fédérale d’Allemagne.

## Publications

### Ouvrages
- « Psychopharmaka reduzieren und absetzen. Praxiskonzepte für Fachkräfte, Betroffene, Angehörige » (Réduire et arrêter les médicaments psychotropes. Concepts pratiques pour les professionnels, les personnes concernées et les proches), codirigé avec Craig Newnes, 2023  (ISBN 978-3-925931-99-4).
- « Withdrawal from prescribed psychotropic drugs » (Sevrage de médicaments psychotropes prescrits), codirigé avec Craig Newnes, 2021  (ISBN 978-3-925931-98-7).
- « Psychotropes, Réussir son Sevrage – Se désaccoutumer avec succès des neuroleptiques, antidéprésseurs, thymorégulateurs, psychostimulants et tranquillisants », Embourg, Belgique: Editions Résurgence (Marco Pietteur) 2018  (ISBN 978-2-87434-170-0).
- « Neue Antidepressiva, atypische Neuroleptika – Risiken, Placebo-Effekte, Niedrigdosierung und Alternativen. Mit einem Exkurs zur Wiederkehr des Elektroschocks (Nouveaux antidépresseurs, neuroleptiques atypiques – risques, effets placebo, faibles doses et alternatives. Avec une digression sur le retour de l'électrochocs), avec Volkmar Aderhold, Marc Rufer et Josef Zehentbauer, 2017  (ISBN 978-3-925931-68-0). Livre électronique en 2018.
- « Statt Psychiatrie 2 »  (ISBN 978-3-925931-38-3) ; « Alternatives beyond psychiatry » (Alternatives à la psychiatrie)  (ISBN 978-0-9545428-1-8) (RU),  (ISBN 978-0-9788399-1-8) (États-Unis), les deux codirigé avec Peter Stastny, 2007. Livre électronique en 2018.
- « Schöne neue Psychiatrie » (Belle nouvelle psychiatrie), 1996  (ISBN 978-3-925931-11-6). Nouvelle édition comme livre électronique en 2018.
- « Statt Psychiatrie » (Alternative à la psychiatrie), codirigé avec Kerstin Kempker, 1993  (ISBN 3-925931-07-4).
- « Der chemische Knebel – Warum Psychiater Neuroleptika verabreichen » (Le bâillon chimique – Pourquoi les psychiatres administrent les neuroleptiques), 1986, 7e édition 2015  (ISBN 978-3-925931-31-4).

### Articles
- (2024). Psychiatry stripped naked: Current human rights violations in psychiatry in Germany, Greece and the rest of the world. Journal of Critical Psychology, Counselling and Psychotherapy (RU), 24(1), 16-37.
- (2023). The bright and the dark side of the self-help movement. Ambivalent experiences from almost half a century of involvement in non- and antipsychiatric self-organization and self-help in Germany. Journal of Critical Psychology, Counselling and Psychotherapy (RU), 23(4), 26-36.
- (2022). A concise guide to electroshock: Indications, mode of action, risks, alternatives. Journal of Critical Psychology, Counselling and Psychotherapy (RU), 22(3), 36-45.
- (2019). Fiches d’information sur les antidépresseurs et les antipsychotiques – indépendantes de l’industrie et orientées envers les patients. à jour ! Évolution de la profession de psychothérapeute – Informations pour les membres ASP (Association Suisse des Psychothérapeutes) (Zurich), (2), 64-66.
- (2019). Paradigm shift: Treatment alternatives to psychiatric drugs, with particular reference to low- and middle-income countries. In: L. Davidson (Ed.), The Routledge Handbook of International Development, Mental Health and Wellbeing  (pp.  251-269). London / New York: Routledge  (ISBN 978-0-367-02773-5).
- (2019). Transparency first. Disclosure of conflicts of interest in the psychiatric field. Journal of Critical Psychology, Counselling and Psychotherapy (RU), 19(2), 131-151.
- (2018). Teaching withdrawal of antipsychotics and antidepressants to professionals and recipients. En C. Newnes & L. Golding (Eds.), Teaching Critical Psychology: International perspectives (pp. 148-169). Abingdon / New York: Routledge  (ISBN 978-1-138-28833-1).
- (2015). Are users and survivors of psychiatry only allowed to speak about their personal narratives?. En J.Z. Sadler, K.W.M. Fulford, & C.W. Van Staden (Eds.), The Oxford Handbook of Psychiatric Ethics, vol. 1 (pp. 98-104). Oxford: Oxford University Press  (ISBN 978-0-19-966388-0).
- (2015). Securing human rights in the psychiatric field by advance directives. Journal of Critical Psychology, Counselling and Psychotherapy (RU), 15(1), 1-10.
- (2014). Facebook friends and other enemies. Journal of Critical Psychology, Counselling and Psychotherapy (RU), 14(1), 37-43.
- (2014). Two contradictory sides of recovery and psychosocial rehabilitation. E-Bulletin of the World Association for Psychosocial Rehabilitation) (Madrid), (35), 7-12.
- (2013). Early warning signs of chronic or lethal diseases due to the administration of neuroleptics. Journal of Critical Psychology, Counselling and Psychotherapy (RU), 13(1), 23-29.
- (2013). Me and Thomas Szasz. Contrarian approaches to anti-psychiatry. Asylum – The Magazine for Democratic Psychiatry (RU), 20(2), 12.
- (2012). About the intrinsic suicidal effects of neuroleptics: Towards breaking the taboo and fighting therapeutical recklessness. International Journal of Psychotherapy, 16(1), 30-49.
- (2010). The particular elements of Soteria from the perspective of (ex-) users and survivors of psychiatry. Asylum – The Magazine for Democratic Psychiatry (RU), 17(4), 11-13.
- (2010). How to withdraw from psychiatric drugs. Asylum – The Magazine for Democratic Psychiatry (RU), 17(2), 29-31.
- (2010). Medicalization and irresponsibility. Journal of Critical Psychology, Counselling and Psychotherapy (RU), 10(4), 209-217.
- (2010). International noncompliance and humanistic antipsychiatry. En K. Bairaktaris (Ed.), Proceedings of the European Congress against Discrimination and Stigma, for User-Orientated Reforms in Psychiatry and the Right to Alternatives (pp. 63-72). Thessalonique : université Aristote de Thessalonique  (ISBN 978-960-88503-5-4).
- (2010). Resisting psychiatric assault: A European initiative to introduce a suicide register. En B. Burstow & S. Diamond (Eds.), Proceedings of the PsychOUT-conference, May 7-8, 2010. Toronto: Ontario Institute for Studies in Education, Université de Toronto 2010.
- (2009). A snapshot of users and survivors of psychiatry on the international stage. Journal of Critical Psychology, Counselling and Psychotherapy (RU), 9(1), 32-42.
- (2009). Variety instead of stupidity: About the different positions within the movement of (ex-) users and survivors of psychiatry. Journal of Critical Psychology, Counselling and Psychotherapy (RU), 9(4), 197-204.
- (2007). From the madhouse to the warmth of others. aaina – A mental health advocacy newsletter (Inde), 7(3), 9-12.
- (2005). All about PSY DREAM: Psychiatric drug registration, evaluation and all-inclusive monitoring. Epidemiologia e psichiatria sociale, 14(1), 15-21.
- (2002). Treatment-induced suicide: Suicidality as a potential effect of psychiatric drugs. Journal of Critical Psychology, Counselling and Psychotherapy (RU), 2(1), 54-58.
- (2001). Coming off neuroleptics. En C. Newnes, G. Holmes & C. Dunn (Eds.), This is madness too: Critical perspectives on mental health services (pp. 81-91). Ross-on-Wye: PCCS Books  (ISBN 978-1-898059-37-0).
- (2000). Manage or perish? Or chosing to live without neuroleptic drugs? En J. Guimón & N. Sartorius (Eds.), Manage or perish? The challenges of managed mental health care in Europe (pp. 469-474). New York / Boston / Dordrecht / Londres / Moscou: Kluwer Adacemic / Plenum Publishers  (ISBN 978-0-306-46210-8).
- (1999). Promotion of mental health and prevention of mental disorders by empowerment: Is there a psychiatry-policy without meaningful participation of (ex-) users/survivors of psychiatry? En J. Lavikainen, E. Lahtinen, & V. Lehtinen (Eds.), Proceedings of the European Conference on Promotion of Mental Health and Social Inclusion, 10-13 October 1999, Tampere, Finland (pp. 108-110). Helsinki: Ministère des affaires sociales et de santé  (ISBN 952-00-0896-9).
- (1999). Psychiatric emergency-treatment: Help against one's will or action of professional violence? En M. De Clercq, A. Andreoli, S. Lamarre, & P. Forster (Eds.), Emergency psychiatry in a changing world: Proceedings of the 5th World Congress of the International Association for Emergency Psychiatry (pp. 95-104). Amsterdam / Lausanne / New York / Oxford / Shannon / Singapour / Tokyo: Elsevier  (ISBN 978-0-444-50017-5).
- (1998). Perspectives of (ex-) users and survivors of psychiatry. En E. Lahtinen (Ed.), Mental Health Promotion on the European Agenda. Report from a Consultative Meeting, 15-16 January 1998, Helsinki, Finland (pp. 63-68). Helsinki: STAKES Publications  (ISBN 951-33-0681-X).
- Lehmann, P. (1998). Remarks and points to be added to the Declaration of Madrid (World Psychiatric Association). En The Voiceless Movement / Les Sans-Voix (Ed.), Deprived of our humanity: The case against neuroleptic drugs (pp. 159-162). Genève: Association Ecrivains, Poètes & Cie.  (ISBN 978-2-88462-039-0).
- (1998). Withdrawal symptoms connected with cessation of psychiatric drugs. En The Voiceless Movement / Les Sans-Voix (Ed.), Deprived of our humanity: The case against neuroleptic drugs (pp. 73-80). Genève: Association Ecrivains, Poètes & Cie.  (ISBN 978-2-88462-039-0).
- (1994). « Progressive » psychiatry: Publisher J. F. Lehmann as promoter of social psychiatry under fascism. Changes – An International Journal of Psychology and Psychotherapy (RU), 12(1), 37-49.
- avec Kempker, K. (1993). Unconventional approaches to psychiatry. Clinical Psychology Forum (RU), (51), 28-29.